# Tanjung Agung (Pseksu)
Tanjung Agung is een bestuurslaag in het regentschap Lahat van de provincie Zuid-Sumatra, Indonesië. Tanjung Agung telt 433 inwoners (volkstelling 2010).